# (12032) Ivory
(12032) Ivory ist ein Asteroid des Hauptgürtels, der am 31. Januar 1997 vom italo-amerikanischen Astronomen Paul G. Comba am Prescott-Observatorium (IAU-Code 684) in Arizona entdeckt wurde.
Der Asteroid wurde am 24. Januar 2000 nach dem schottischen Mathematiker und Astronomen James Ivory (1765–1842) benannt, der zahlreiche Papiere zu Problemen der Himmelsmechanik sowie mehrere Beiträge für die Encyclopaedia Britannica verfasst hat.